# A&M Records
A&M Records este o casă de discuri americană deținută de Universal Music Group și supervizată de Interscope Geffen A&M. În 2007 a fuzionat cu Octone Records formând A&M/Octone Records.

## Istorie
A&M Records a fost înființată în 1962 de Herb Alpert și Jerry Moss, care au dat inițialele A&M.
În anii 1960 și anii 1970 i-a avut sub contract pe Herb Alpert & the Tijuana Brass, Baja Marimba Band, Burt Bacharach, Waylon Jennings, Sérgio Mendes & Brasil ’66, We Five, The Carpenters, Chris Montez, Elkie Brooks, Lee Michaels, Captain and Tennille, The Flying Burrito Brothers, Quincy Jones, Lucille Starr, Stealers Wheel, Barry DeVorzon, Perry Botkin, Jr., Marc Benno, Liza Minnelli, Rita Coolidge, Wes Montgomery, Paul Desmond, Cat Stevens, Bobby Tench, Hummingbird, Toni Basil, și Paul Williams. Artiști folk precum Joan Baez, Phil Ochs și Gene Clark și-au lansat și ei materialele discografice cu ajutorul casei de discuri A&M Records.
În anii '80 își lansează albumele prin A&M Records: Orchestral Manoeuvres in the Dark, Henry Badowski, Janet Jackson, the Police, Sting, The Brothers Johnson, Falco, Atlantic Starr, the Go-Go's, Chris De Burgh, Bryan Adams, Suzanne Vega, Righeira, Brenda Russell, Jeffrey Osborne, Oingo Boingo, Human League, Ozark Mountain Daredevils, Sharon, Lois & Bram, Annabel Lamb,  Jim Diamond, Vital Signs, Joe Jackson, și formația scoțiană de muzică rock Gun.
În timpul anilor '90, compania a lansat albumele formațiilor Soundgarden, Extreme și cântăreților Amy Grant, John Hiatt, Sting, Blues Traveler, Barry White, și Aaron Neville, dar și noi materiale din partea lui Sheryl Crow, Therapy?, CeCe Peniston și Gin Blossoms.  A lansat și coloane sonore ale filmelor precum Robin Hood: Prince of Thieves, The Three Musketeers, Sabrina, The Living Sea, Demolition Man și Lethal Weapon 3.
În timpul anilor 2000, casa de discuri a lansat, printre altele, albumele lui Vanessa Carlton, The Pussycat Dolls, Nicole Scherzinger, The Black Eyed Peas, Fergie și Keyshia Cole.

## Case de discuri subsidiare și asociate

### Foste
- 1500 Records (1998–2001)
- Antra Records (1998)
- AM:PM (1990–2002, casă de discuri din UK pentru R&B, hip-hop și muzică dance)
- Breakout Records (1987–1990, casă de discuri din UK pentru R&B, hip-hop și muzică dance)
- CTI Records (1967–1970)
- Cypress Records (1988–1990)
- Dark Horse Records (1974–1976)
- Delos International (1988–1990)
- Denon (1988–1992)
- DV8 Records (1995–1998)
- Flip (1996–1998)
- Gold Mountain Ltd. (1983–1985)
- Heavyweight Records (1998)
- I.R.S. Records (1979–1985)
- Nimbus Records (1987–1990)
- Ode Records (1970–1975)
- Polydor Records (1995–2000)
- Shelter Records (Marea Britanie, la începutunl anilor 1970)
- Shoreline Records
- Tabu Records (1991–1993)
- Tuff Break Records (1993–1995)
- TwinTone (1987–1989)
- T.W.Is.M (1996–1998)
- Vendetta Records (1988–1991)
- Windham Hill Records (și casele de discuri subsidiare) (1982–1985)
- Word Records (și casele de discuri subsidiare: Exit, Myrrh, Live Oak) (1985–1990)
- Will.i.am Music Group (2003-2009, acum sub Interscope Records)

### În prezent
- A&M/Octone Records
- A&M Records UK (reactivată sub Polydor Records.)
- Tropical Records